# Gilles Caron
Gilles Caron (Neuilly-sur-Seine, 8 de julio de 1939 - Camboya, 5 de abril de 1970) fue un fotógrafo de guerra francés.

## Biografía
Pasó su niñez en Argentière en la Alta Saboya antes de instalarse en París para estudiar periodismo. Hizo su servicio militar en 1959 como paracaidista al 3.º RPIMa en la guerra de Independencia de Argelia pero se negó a combatir después del intento de golpe de Estado de los generales en Argel. Fue condenado a dos meses de prisión.
Se casó en 1962 y tuvo dos hijas.
En 1964, bajo la influencia de André Derain, comenzó una formación sobre fotografía de moda. Un año más tarde, entró en la Agencia Parisina de Informaciones Sociales lo que le permitió cubrir varios acontecimientos políticos o mundanos. De ese modo se encontró con Raymond Depardon. Uno de sus primeros éxitos fue el reportaje sobre el presunto asesino de Ben Barka, publicado en France Soir en febrero de 1966. 
Fundó la agencia Gamma en 1967, con Raymond Depardon, Hubert Henrotte, Jean Monteux, y Hugues Vassal. Gilles Caron realizó entonces varios reportajes en Israel, Vietnam, Biafra (donde volvió tres veces), Londonderry, Checoslovaquia, en el Tibesti chadiano, pero también en las manifestaciones parisienses de Mayo de 68.
Gilles Caron volvió a Camboya en abril de 1970 con 30 años de edad donde desapareció el 5 de abril, con dos de sus amigos, en la carretera que conectaba Phnom Penh con Saigón, que estaba controlada por los Jemeres rojos.

## Obra
Cubrió durante su corta carrera, la mayoría de los acontecimientos dramáticos de su tiempo, revueltas, hambrunas y guerras. Estaba próximo a personas del espectáculo y en particular del cine, donde fotografió a actores, escenas de rodaje o estrellas del show-business. 
Mucha de su obra se publicó después de su muerte. Una gran exposición sobre su trabajo se realizó en 2006 en los Encuentros de Arlés (Francia) y en el Museo del Elíseo de Lausana en 2013. Titulada "Gilles Caron, el conflicto interior", esta exposición revela la investigación del sentido y la búsqueda de la responsabilidad que están en la obra del fotoperiodista.

## Fundación Gilles-Caron
La Fundación Gilles-Caron se creó en Ginebra el 19 de diciembre de 2009 por Marianne Caron, esposa del fotógrafo Gilles Caron.
En ella participan:
- Marianne Caron : presidenta
- Louis Bachelot : director
- Marjolaine Caron
- Clémentine Caron
- Franck Seguin : redactor de fotografía
- Marc Blondeau : experto en arte, coleccionista
- Olivier Weber-Calfisch : abogado, presidente del consejo de la Fundación Archivo Antonio Saura

La fundación tiene como principales objetivos la adquisición, la conservación, la difusión y la valorización de la obra de Gilles Caron en la historia del periodismo, de la fotografía y del arte. Pretende catalogar y encontrar numerosas fotografías consideradas como desaparecidas, fomentando un trabajo universitario en torno a los reportajes fotográficos con el fin de poner el archivo del fotógrafo accesible al conjunto de la comunidad de los investigadores y de los universitarios.
La difusión del trabajo de Gilles Caron se realiza a través de exposiciones, de las ediciones de su obra y otras formas de apoyarla validadas por Consejo consultivo de la fundación y por sus socios.